# Errol Charles
Cyril Errol Melchiades Charles (ur. 10 grudnia 1942 w Castries) – polityk państwa Saint Lucia. Od 11 listopada 2021 pełnił obowiązki gubernatora generalnego Saint Lucia, po rezygnacji jego poprzednika Neville`a Cenaca. 23 stycznia 2025 został oficjalnie powołany na stanowisko gubernatora generalnego (z mocą wsteczną od 1 listopada 2024).